# San Adrián (Navarra)
San Adrián ist eine Gemeinde in Navarra in Spanien. San Adrián hat 6.481 Einwohner (Stand: 2024).

## Geografie
Die Gemeinde grenzt an die Gemeinden Andosilla, Azagra, Calahorra (La Rioja) und Peralta.

## Geschichte
Hier gab es ein altes Kloster (oder Pfarrkirche), das San Adrián y la Virgen de la Palma geweiht war, nach dem das Dorf benannt ist.

## Bevölkerungsentwicklung
| Jahr        | 1842 | 1900 | 1950 | 1981 | 1991 | 2001 | 2011 |
| ----------- | ---- | ---- | ---- | ---- | ---- | ---- | ---- |
| Einwohner   | 397  | 946  | 2807 | 4509 | 5106 | 5561 | 6233 |
| Quelle: INE |      |      |      |      |      |      |      |